# Max Kukil
Max Kukil, bis 1950: Max Kukielczynski (* 10. November 1904 in Breslau; † 17. Januar 1959 in Bonn) war ein deutscher Politiker (SPD).

## Ausbildung und Beruf
Nach dem Besuch der Volksschule in Breslau absolvierte Kukil von 1919 bis 1922 eine Lehre zum Versicherungskaufmann und arbeitete anschließend bei einem Versicherungsunternehmen.
Von 1928 bis 1931 war er hauptberuflicher Sekretär beim Reichsbanner Schwarz-Rot-Gold in Breslau, um anschließend bis zum Verbot 1933 für die SPD zu arbeiten. Er wurde verhaftet und in mehreren Konzentrationslagern interniert. 1934 gelang es ihm, wieder eine Stellung bei einer Versicherung zu bekommen. Von 1935 bis 1943 war er Geschäftsstellenleiter bei der Gothaer Feuerversicherung. Er hatte Kontakt zum Widerstandskreis um Wilhelm Leuschner und wurde mehrfach verhaftet. Von 1943 bis 1945 musste er Kriegsdienst leisten und geriet in englische Gefangenschaft. Danker und Lehmann-Himmel charakterisieren ihn in ihrer Studie über das Verhalten und die Einstellungen der Schleswig-Holsteinischen Landtagsabgeordneten und Regierungsmitglieder der Nachkriegszeit in der NS-Zeit als Widerstandleistenden und als „oppositionell-gemeinschaftsfremd“.
Nach der Entlassung aus der Kriegsgefangenschaft ließ sich Kukil in Kiel nieder. 1953 zog er nach Bad Godesberg und arbeitete wieder hauptberuflich für die SPD. Außerdem gehörte er zeitweise dem Personalgutachterausschuss zur Überprüfung von Bewerbern um Offiziersstellen in der neugebildeten Bundeswehr an. Innerhalb der SPD gehörte Kukil zu den Kritikern der Kontakte zur Hilfsgemeinschaft auf Gegenseitigkeit der Angehörigen der ehemaligen Waffen-SS (HIAG).

## Partei
Bereits vor 1919 war Kukiel Mitglied der Jungsozialisten, seit 1919 der Sozialistischen Arbeiterjugend und der SPD. Im Frühjahr 1933 war Kukil, der seit 1932 Stadtverordneter war, Spitzenkandidat der SPD zur Stadtverordnetenwahl in Breslau.
Kukil war Vorsitzender der Arbeitsgemeinschaft ehemals verfolgter Sozialdemokraten und koordinierte die Beratung der ehemals Verfolgten im Parteivorstand. Der SPD-Parteivorstand beauftragte ihn Anfang 1959 mit der Reorganisation des Ostbüros, wenige Tage später starb er plötzlich im Alter von 55 Jahren an Herzversagen. Die Staatssicherheit der DDR streute die Spekulation, die in ostdeutschen Zeitungen veröffentlicht wurde, dass Kukil von Mitarbeitern des Ostbüros vergiftet worden sei.

## Abgeordneter
Kukil war von 1950 bis zum 1. Mai 1953 Mitglied des Landtages von Schleswig-Holstein. Neben Andreas Gayk und Wilhelm Käber war Kukil der profilierteste Vergangenheitspolitiker der SPD im Landtag. Dabei konfrontierte er ehemalige Nationalsozialisten in zugespitzten Beiträgen mit ihrer Vergangenheit.